# Scalmicauda andraemon
Scalmicauda andraemon är en fjärilsart som beskrevs av Sergius G. Kiriakoff 1968. Scalmicauda andraemon ingår i släktet Scalmicauda och familjen tandspinnare. Inga underarter finns listade.